# 60 gags de Boule et Bill no 4
Pour les articles homonymes, voir 60 gags de Boule et Bill.
60 gags de Boule et Bill N° 4 est le 4e album de la série de bande dessinée Boule et Bill de Jean Roba. L'ouvrage est publié en 1967.

## Historique
L'album publie 60 gags entre le no 161 et le no 314, qui ont été pré-publiés dans les éditions du journal Spirou entre le no 1329 à 1482 durant les années 1963, 1964, 1965 et 1966.
La publication dans le désordre est notamment perceptible par l'évolution du dessin de Bill, qui dans les premières publications avait le dessous du ventre plus clair, la queue et les pattes blanches, jusqu'au environ des gags no 150-200.
En 1999, à l'occasion des 40 ans de la série, la collection a été refondue : les albums, qui comportaient auparavant 64, 56 ou 48 pages, sont uniformisés en 44 planches. Leur nombre passe ainsi de 21 à 24. Ainsi, les gags de 60 gags de Boule et Bill N° 4 sont repris dans les nouveaux albums n° 6 (Tu te rappelles, Bill ?), n° 7 (Bill ou face) et n° 8 (Souvenirs de famille).

## Présentation de l'album
Boule, un petit garçon comme les autres, a comme meilleur copain Bill, son cocker facétieux. Outre Boule, Les gags sont basés sur les espiègleries de Boule et Bill.
Les épisodes no 276 à no 282 sont liés à la période hivernale, pré-publiés à la fin de l'année 1965.

## Gags
- Le coucou magnifique (no 217)
- Série noire (no 221)
- Yoyomanie (no 223)
- Mise en bière (no 243)
- Diogène, il n'y a pas de plaisir (no 245)
- Miroir, gentil miroir... (no 246)
- La couleur est mauvaise conseillère (no 255)
- Calembour (no 256)
- Ami, ami (no 161)
- C'est pas du gâteau ! (no 262)
- Passe le temps, sonne l'heure (no 263)
- Un peu... beaucoup... (no 265)
- Safari (no 266)
- Jamais deux sans trois (no 267)
- Western Story (1re partie) (no 269)
- Western Story (suite et fin) (no 270)
- Hélas !... (no 271)
- Anachronisme (no 272)
- Une crème de chien et... (no 273)
- ... un brise glace (no 274)
- Figaro ci, figaro las ! (no 275)
- Emballage cadeau (no 276)
- A vos souhaits ! (no 278)
- Corps de balai (no 279)
- Tout de même il ose ! (no 280)
- Pour qui sonne le... glas (no 281)
- Billegelées (no 282)
- Chasse noisettes (no 288)
- Portrait cabot (no 294)
- Saisissant (no 285)
- La mémoire (no 286)
- Galipettes (no 287)
- Psychabologie (no 288)
- Il faut payer son écho (no 289)
- Tout confort (no 290)
- Lucky Boule et Billy the Dog (no 293)
- Le duel (no 294)
- Mauvais signes... (no 295)
- Tyrochien (no 296)
- Il y a un os (no 297)
- Triphasé (no 298)
- Brusquerie (no 299)
- Chien... de garde (no 300)
- Chez les cabots (no 260)
- Cornet d'abondance (no 316)
- Droit au but (no 301)
- Chien et chat (no 303)
- Hé ! bain ! (no 304)
- Affaire de fuite (no 305)
- A la corde (no 307)
- Bonne action (no 308)
- Papa, les petits bateaux... (no 309)
- Chat perché (no 310)
- Raide d'un jour (no 231)
- Bill et gym (no 241)
- Ruminagrosbill ! (no 292)
- L'obéiscience (no 311)
- Cavavite (no 312)
- Dites-le avec des fleurs (no 313)
- Bill et ball (no 314)

### Éléments humoristiques
Un clin-œil à la série Lucky Luke, également publiée dans Spirou apparait au gag no 293, avec la chanson de fin face au soleil couchant inhérente à la bande-dessinée.

## Personnages principaux
- Boule, le jeune maître de Bill.
- Bill, le cocker roux susceptible et farceur.
- Pouf, le meilleur ami de Boule.
- Les parents de Boule.

### Articles externes
- « Boule et Bill -4- 60 gags de Boule et Bill N° 4 », sur bedetheque.com.
- Boule et Bill - Tome 6 : Tu te rappelles, Bill ? sur dupuis.com (consulté le 13 mars 2022).
- Boule et Bill - Tome 7 : Bill ou face sur dupuis.com (consulté le 13 mars 2022).
- Boule et Bill - Tome 8 : Souvenirs de famille sur dupuis.com (consulté le 13 mars 2022).